# Derecho de acceso público a la naturaleza

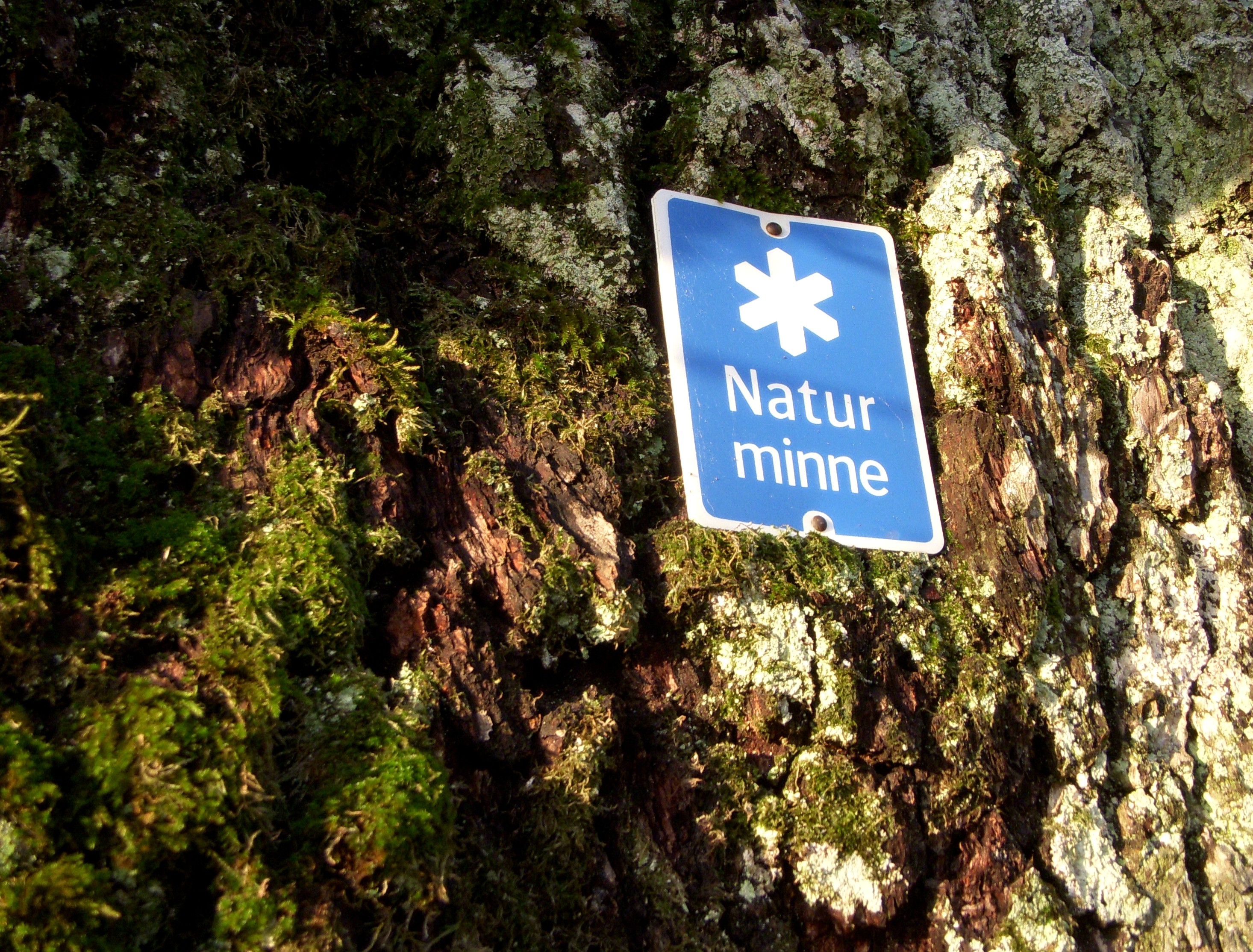
Foto tomada en 2011.

El derecho de acceso público a la naturaleza (en finés: jokamiehenoikeus; en sueco: allemansrätten), también llamado derecho de acceso común, es un derecho público que permite a las personas transitar libremente por terrenos privados. Es típico de países como Suecia, Noruega, Finlandia y Suiza. 
El derecho consiste en poder transitar y pernoctar breve y temporalmente en terrenos abiertos de propiedad privada, con fines de recreación y ejercicio. Junto al derecho se incluye la exigencia de respeto y cuidado al medio ambiente como a la vida animal, así como hacia los propietarios y otras personas presentes.
El término Allemansrätten se originó a fines de la década de 1940 para facilitar el acceso a la naturaleza a los habitantes de pequeñas ciudades y grandes urbes. No es una ley en sí, pero está comprendida en otras leyes que limitan lo que está permitido. Está comprendido en la Constitución de Suecia desde 1994 en los siguientes términos: «Todos tendrán derecho a la Naturaleza, según el allemansrätten».